# يوزيف بومبا
يوزيف بومبا (مواليد 30 مارس 1939) هو لاعب كرة قدم. يلعب مع منتخب تشيكوسلوفاكيا لكرة القدم. سبق له أن لعب في كأس العالم لكرة القدم مع منتخب بلاده.

## روابط خارجية
- يوزيف بومبا على موقع الاتحاد الدولي (مؤرشف)  (الإنجليزية)
- يوزيف بومبا على موقع الاتحاد التشيكي (الإنجليزية)
- يوزيف بومبا على موقع قاعدة بيانات كرة القدم.إي يو (الإنجليزية)
- يوزيف بومبا على موقع بيانات كرة القدم. دي إي (الألمانية)
- يوزيف بومبا على موقع ناشيونال فوتبول تيمز (الإنجليزية)
- يوزيف بومبا على موقع Soccerway.com (الإنجليزية)
- يوزيف بومبا على موقع عالم كرة القدم.نت (الإنجليزية)